# Minitab
Minitab és un programa d'ordinador dissenyat per a executar funcions estadístiques bàsiques i avançades. Combina l'amigable de l'ús de Microsoft Excel amb la capacitat d'execució d'anàlisi estadístiques. El 1972, instructors del programa d'anàlisi estadístiques de la Universitat Estatal de Pennsilvània (Pennsylvania State University) van desenvolupar MINITAB com una versió lleugera de OMNITAB, un programa d'anàlisi estadística de l'Institut Nacional d'Estàndards i Tecnologia (NIST) dels Estats Units. Com versió completa el 2006 costa 1.195 $ USD, però una versió per a estudiants i acadèmics s'ofereix com a complement d'alguns llibres de text.
Minitab és freqüentment usat amb la implantació la metodologia de millora de processos Sis Sigma.